# كوري هووبر
كوري هووبر (بالإنجليزية: Corey Hooper)‏ هو لاعب كرة قدم أمريكي، ولد في 3 مارس 1970 في ريتشاردسون في الولايات المتحدة. لعب مع DFW Tornados ‏.